# Братан (фильм)
«Братан» (тадж. Бародар) — советский фильм 1991 года. Первый полнометражный художественный фильм режиссёра Бахтиёра Худойназарова, выполнен в чёрно-белом цвете.

## Сюжет
В одном городе живут вместе двое братьев, старший Фарух и младший Азамат, он же Пончик. Отец ушёл из их семьи, мать вскоре умерла и теперь они живут одни вместе с бабушкой. Старший из братьев затевает поездку в гости к отцу и берёт с собой Пончика. Вообще он предпринимает это путешествие с расчётом оставить Азамата у отца. Они отправляются в путешествие на товарном поезде по узкоколейке, которым управляет один их знакомый.
Поездка составляет бо́льшую часть сюжета фильма. Поезд периодически делает остановки в различных местах, где машинист что-нибудь забирает или что-нибудь передаёт. Иногда к ним подсаживаются новые пассажиры. По приезде на место братья отправляются к отцу, у которого встречают незнакомую женщину. Старший сын тихонько сообщает, что хотел бы младшего оставить здесь и что Пончик сам этого очень хочет. Пончику же говорит, что тот должен обязательно остаться у отца и что этого хочет именно отец. Сам же Фарух через несколько дней запрыгивает на обратный поезд.
Во время остановки в грузовом отсеке под брезентом находится плачущий Пончик, который не собирается расставаться с братом.

## В ролях
- Тимур Турсунов — Азамат «Пончик»
- Фируз Сабзалиев — Фарух
- Наби Бекмурадов — Наби, машинист (в титрах Н. Бегмуродов)
- Н. Арифова — Лиля
- И. Табарова — бабушка
- Р. Курбанов — отец
- Мастура Ортыкова — эпизод (в титрах М. Артыкова)
- Батыр Курбанов — эпизод
- Аловуддин Абдуллаев — эпизод
- Абдугафор Каримов — эпизод

## Призы
- 1991 — МКФ молодого кино в Турине. Приз за лучший п/м фильм.
- 1991 — МКФ в Мангейме. Гран-при.
- 1992 — КФ «Дебют» в Москве. Приз президента Центра кино и телевидения для детей и юношества[1].